# Benoît Graffin
Pour les articles homonymes, voir Graffin.
Benoît Graffin, né le 14 août 1966, est un scénariste et réalisateur français.

## Filmographie

### Scénariste
- 1998 : Le New Yorker
- 2001 : Café de la plage
- 2003 : Après vous... de Pierre Salvadori
- 2006 : Les Ambitieux de Catherine Corsini
- 2006 : Hors de prix de Pierre Salvadori
- 2008 : Sans arme, ni haine, ni violence, de Jean-Paul Rouve
- 2008 : La Fille de Monaco d'Anne Fontaine
- 2010 : De vrais mensonges de Pierre Salvadori
- 2012 : Trois mondes de Catherine Corsini
- 2012 : Quand je serai petit de Jean-Paul Rouve
- 2013 : Cookie de Léa Fazer
- 2014 : Dans la cour de Pierre Salvadori (collaboration)
- 2016 : Bienvenue à Marly-Gomont de Julien Rambaldi
- 2017 : Ouvert la nuit d'Édouard Baer
- 2018 : En liberté ! de Pierre Salvadori
- 2022 : La Petite Bande de Pierre Salvadori
- 2023 : Les Rois de la piste de Thierry Klifa
- 2025 : Avignon de Johann Dionnet

### Réalisateur
- 1998 : Le New Yorker
- 2001 : Café de la plage
- 2016 : Encore heureux

## Distinctions

### Nominations
- César 2019 : César du meilleur scénario original avec Pierre Salvadori et Benjamin Charbit, pour En liberté !